# M. Jerome Diamond
Michael Jerome Diamond, genannt Jerry Diamond, (* vor 1963 in Brattleboro, Vermont) ist ein US-amerikanischer Jurist und Politiker, der von 1975 bis 1981 für drei Amtszeiten Vermont Attorney General war.

## Leben
Jerry Diamond wurde in Brattleboro als Sohn von Leo und Sonya Rose Diamond geboren.
Er besuchte die George Washington University machte dort im Jahr 1963 seinen Bachelor. Den Master erwarb er im Jahr 1968 an der University of Tennessee. Seine Zulassung als Anwalt für Vermont erhielt er im Jahr 1968, für den United States District Court for the District of Vermont im Jahr 1969. Die Zulassung für den Obersten Gerichtshof der Vereinigten Staaten im Jahr 1975 und im Jahr 1980 für den U.S. Court of Appeals, Erste und Zweite Instanz.
Er gehörte der rechtswissenschaftlichen Bruderschaft Delta Theta Phi an und dem Order of the Coif, war Mitglied des College of District Attorneys in Houston, Texas. Er war von 1968 bis 1969 Rechtsreferendar von Ernest Gibson. Als Mitglied der Demokratischen Partei von Vermont wurde er von 1970 bis 1975 District Attorney für das Windham County. Vermont Attorney General war er gleich über drei Amtszeiten, von 1975 bis 1981. Vizepräsident der National Association of Attorneys General war er von 1978 bis 1979 und Präsident im Jahr 1980.
Er war Mitglied der Vermont Advisory Group und der U.S. Commission on Civil Rights, Vorsitzender des Stiftungsrates der Vermont Bar Foundation von 1990 bis 1993 und Direktor der Vermont Bar Foundation von 1997 bis 2007. Kurator der Vermont Law School von 1994 bis 2012. Ist Mitglied der Vermont Bar Association und der Association of Trial Lawyers of America. Er ist Teilhaber einer privaten Anwaltskanzlei in Montpelier.
Jerry Diamond ist verheiratet mit Carol Candy Diamond, das Paar hat acht Kinder.